# Johann Wilhelm Joseph Braun
Johann Wilhelm Joseph Peter Braun, född den 27 april 1801, död den 30 september 1863, var en tysk romersk-katolsk kyrkohistoriker.
Braun blev 1829 extra ordinarie och 1833 ordinarie teologie professor vid högskolan i Bonn, men tio år därefter, som anhängare av hermesianismen, tillsammans med sin kollega Johann Heinrich Achterfeld suspenderad från sitt ämbete. År 1848 var han medlem av tyska nationalförsamlingen och tillhörde 1852-1862 preussiska deputeradekammaren. 
Braun skrev Lehren des sogenannten Hermesianismus (1835). Han utgav bland annat "Bibliotheca regularum fidei" (2 band, 1844)  och, tillsammans med Peter Joseph Elvenich, Meletemata theologica (1837) samt Acta romana (1838). I Raffaels disputa (1859) sökte han förklara idén och de enskilda figurerna i Rafaels målning "Disputa".